# Anne-Marie Trégouët
Pour les articles homonymes, voir Trégouët.
Anne-Marie Trégouët, née Perret le 23 février 1925 à Loyat et morte le 22 mars 2024 à Nantes, est une résistante française.
Engagée dans le Morbihan comme agent de liaison dans les Forces françaises de l'intérieur, elle a participé au maquis de Saint-Marcel et a fait partie des Auxiliaires féminines de l'Armée de terre.

## Biographie
Anne-Marie Françoise Perret naît de parents agriculteurs en 1925 à Loyat,,.
À la fin de l'année 1943, à 19 ans, elle est recrutée par la Résistance locale. Le lycée du Sacré-Cœur de Ploërmel, où elle est institutrice, est alors occupé par les Allemands, et sa position lui permet d'observer leurs allées et venues. Son oncle, Ange Mounier, a aussi rejoint la Résistance.
Dans la nuit du 5 au 6 juin 1944, des opérations des commandos SAS sont déployées dans le Morbihan, en soutien au débarquement de Normandie qui a lieu au même moment. Il s'agit de mener des actions de sabotage et une guérilla contre l'occupant, pour ralentir la progression des troupes allemandes vers le front normand. Le responsable des FFI du Morbihan, le colonel Morice, organise le rassemblement des résistants dans la ferme de la Nouette, près du village de Saint-Marcel, déjà utilisée pour des opérations de parachutage. Anne-Marie Trégouët rejoint le maquis de Saint-Marcel. Elle accueille les parachutés et participe à diverses actions de résistance : transmission de messages, ravitaillements, transports de grenades.
Le 18 juin, le maquis est découvert par une patrouille de la Feldgendarmerie. Les combats s'engagent. Anne-Marie Trégouët continue de servir d'agente de liaison et secourt les blessés. Après que les SAS et les FFI ont été contraints de se replier, elle se refugie dans un village voisin puis continue d'agir dans les environs de Ploërmel. Son oncle, Ange Mounier, 39 ans de Ploërmel est tué à Lézonnet, Loyat, le 4 août, au cours d’un affrontement entre parachutistes et FFI contre des soldats allemands.
La jeune institutrice décide de quitter son poste d’enseignante pour s’engager pendant un an dans les AFAT, le corps des auxiliaires féminines de l’Armée de terre, un engagement mal perçu à une époque où les femmes sont encore rares dans l'armée.
Elle à reçu la médaille de mérite de l’Union nationale des combattants avec échelon « Or ». Le 1er août 2020, l’ancienne résistante est faite chevalière de la Légion d’honneur devant sa famille, à Nantes,. 
Elle meurt le 22 mars 2024 à Nantes. Ses obsèques ont lieu trois jours plus tard à l'église Sainte-Élisabeth de Nantes et elle est inhumée au cimetière de Taupont.

## Distinctions
- Chevalière de la Légion d'honneur (1er janvier 2020)[10]
- Croix du combattant volontaire avec barrette, 1939-1945[9]
- Croix du combattant volontaire de la Résistance
- Croix du combattant
- Médaille de reconnaissance de la Nation